# Boulogne-sur-Mer
|  | Aquest article tracta sobre la comuna francesa. Si cerqueu la ciutat argentina, vegeu «Boulogne Sur Mer». |

Boulogne-sur-Mer és un municipi francès al departament del Pas de Calais (regió dels Alts de França). L'any 2006 tenia 43.700 habitants. La ciutat té dues estacions de tren: Gare de Boulogne-Ville i Gare de Boulogne-Tintelleries i és un dels punts finals de la Línia Boulogne-Lilla-Boulogne del TER. En cercles esperantistes és molt famós, perquè aquí va tenir lloc el primer Congrés Mundial d'Esperanto.

## Història
Gesoriàcum fou el nom de Boulogne en època romana. Era al nord-oest de la Gàl·lia, després Gàl·lia Belga, al país dels mòrins, al nord dels osismes. L'emperador Claudi es va embarcar en aquest port per la seva expedició a Britànnia i el senat romà va votar dedicar-li un arc triomfal. Claudi Ptolemeu la descriu com a port dels moronis. A l'Itinerari d'Antoní una via passava des Bagacum (Bavay) per Castellum (Cassel) i Teruenna (Therouenne) a Gesoriàcum. A la Taula de Peutinger s'esmenta amb el nom de Bononia i es creu que inicialment era un llogaret unit a Gesoriàcum per un pont al riu, i modernament identificat amb Portus Itius d'on va sortir Juli Cèsar cap a Britànnia. A una moneda del temps de Constant és anomenada Bononia Oceanensis, o Bonònia Oceana, i en aquest temps probablement ja era l'únic nom utilitzat. Constantí governador de Britànnia i usurpador del tron romà, va passar des l'illa a la Gàl·lia desembarcant en aquest port. Han quedat molt poques restes romanes: una torre, alguna tomba i monedes.
Va passar als francs al segle v essent seu d'un bisbat i en temps de l'Imperi Carolingi va ser governada per comtes. Des d'aquesta població, emulant Juli Cèsar, Napoleó volia envair la Gran Bretanya i per això va fer treballs al port. El 1850 va morir a la ciutat José de San Martín, Libertador sud-americà.

## Fills il·lustres
- Gustav Louchet (1840-?) pianista i compositor.
- Joseph O'Kelly (1828-1885) pianista i compositor
- Pierre Hédouin (1789-1868), advocat, escriptor i compositor.

## Vegeu també

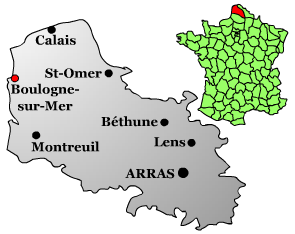
Localització
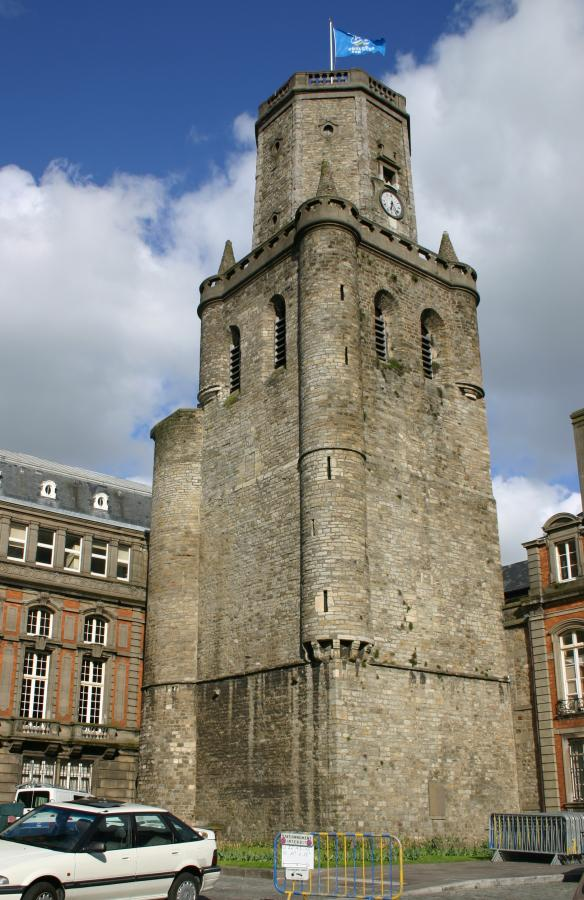
Beffroi
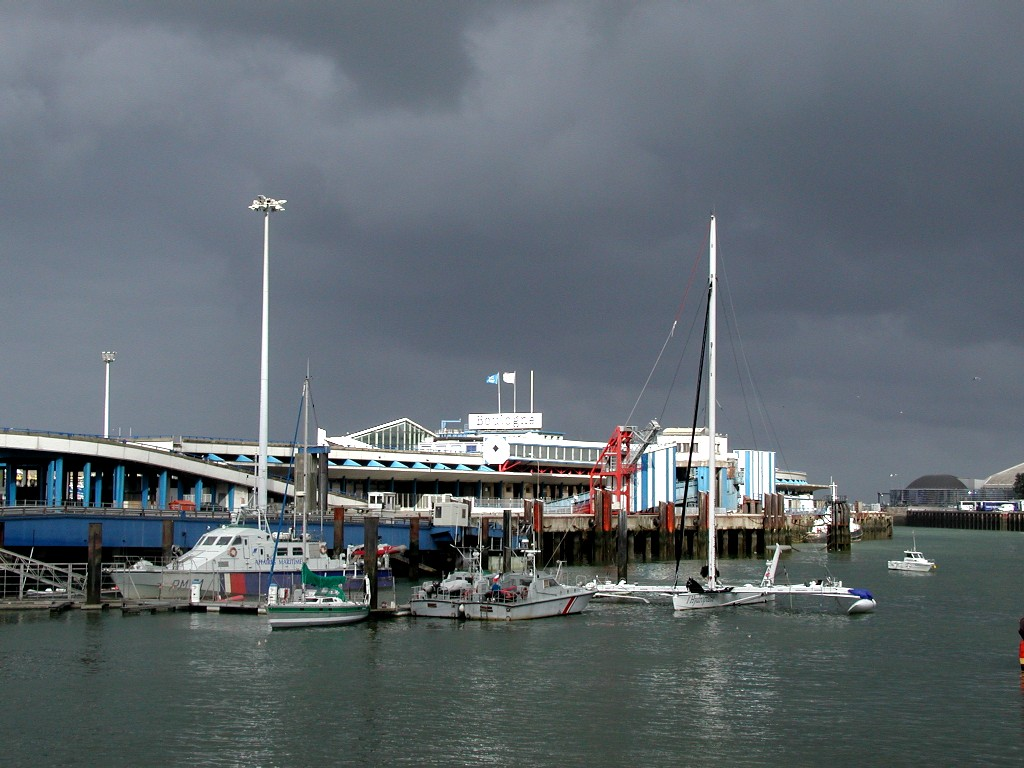
Port
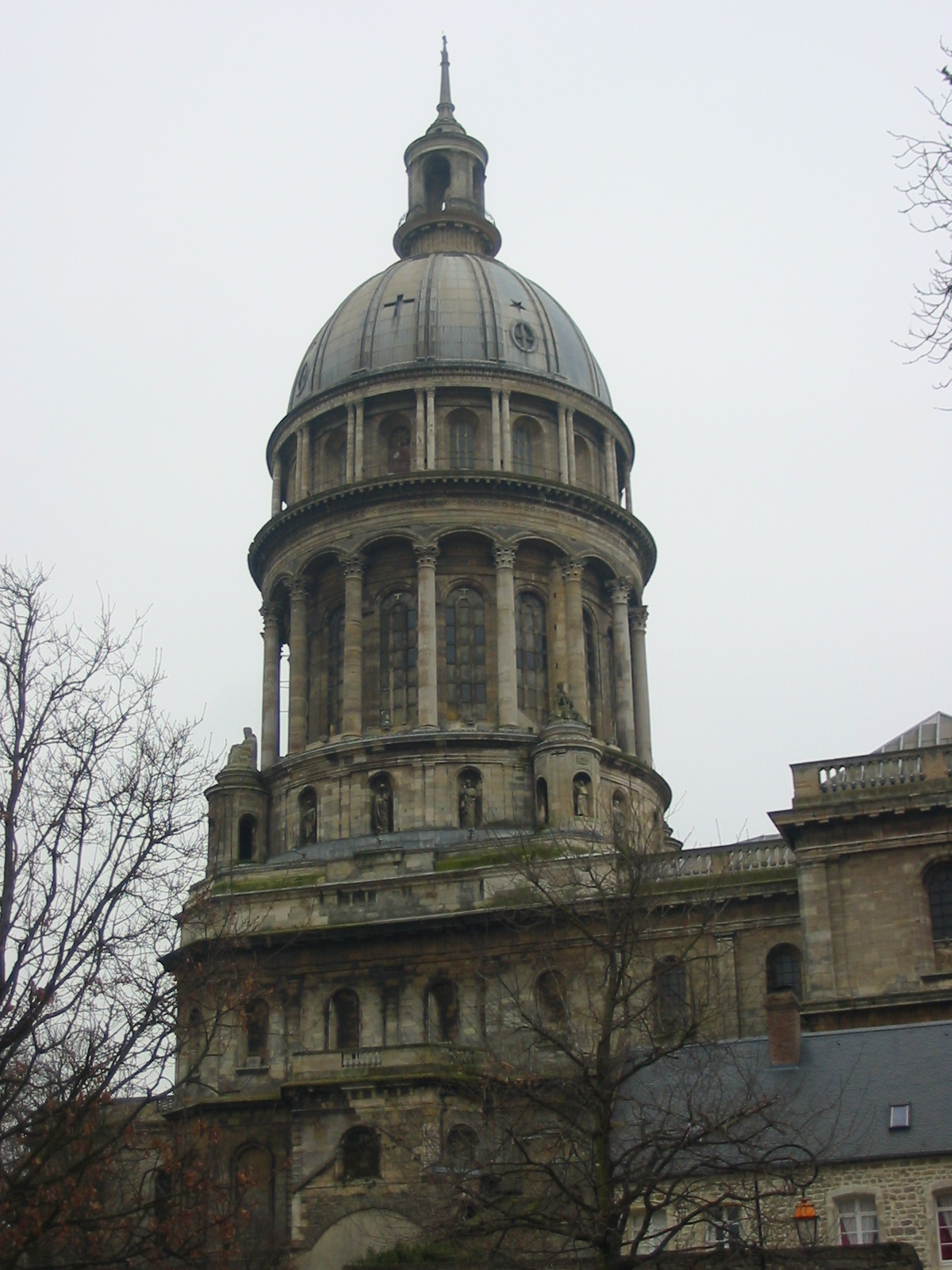
Catedral de Notre-Dame, del